# ラミネートベニア修復法
ラミネートベニア修復法（ラミネートベニアしゅうふくほう）とは、歯の唇側表面を削合しセラミックの板を貼り付ける治療法。日本では保険外治療。

## 概要
歯科における修復法のひとつ。主に審美性の向上を目的として適用されることから、前歯部を対象とすることが多い。原則として歯の唇側表面をエナメル質の範囲内（0.5～0.7mm程度）削合し、セラミックス又は硬質レジンの薄い板（ラミネートベニア）を歯に貼り付けることにより、歯の色や形態、歯冠離開などの改善を行う。歯科接着剤の発展により確立してきた修復法である。

## 利点
- 従来の全部被覆型修復法と比較して、歯の切削量が少ない
- テトラサイクリンによる強い着色なども対応でき、またホワイトニングに比べ後戻りがない
- すきっ歯などの小さな狂いを矯正治療を行わずに短期に治すことができる

## 欠点
- 少なからず歯を削合する必要がある
- 同様の効果をホワイトニング、矯正治療を行って得る場合と比較し、セラミックスを貼り付ける治療のためセラミックスの破折のリスクが生じる
- 医療保険の適応外となるため治療費はやや高額になる
- 表面を薄く削るだけの為、歯の色素沈着（テトラサイクリン等）が酷い場合はその色を隠しきれない。